# Channa argus
El pez cabeza de serpiente del norte (Channa argus) es una especie de peces de la familia Channidae nativo de China, Rusia, Corea.
En la península ibérica, es una especie invasora incluida en el Anexo del Real Decreto 630/2013, de 2 de agosto, por el que se regula el listado y catálogo español de especies exóticas invasoras.

## Descripción
Presenta una larga aleta dorsal de 49-50 radios, y una aleta anal de 31-32 radios. La cabeza tiene una depresión anterior, lo que le da lugar a su nombre. El ojo se sitúa sobre la parte media de la mandíbula superior. Puede alcanzar los 7 kg.

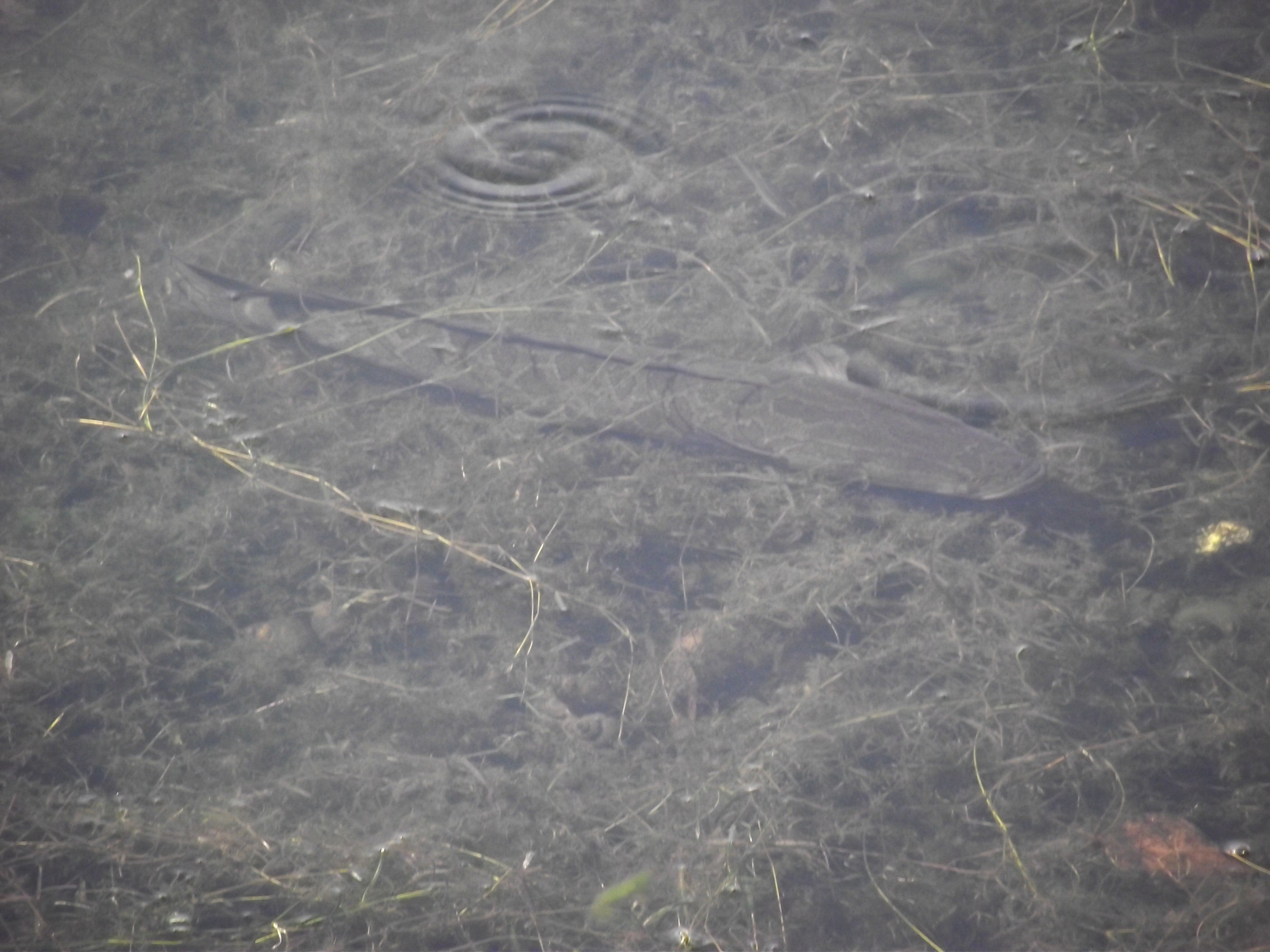
Cabeza de serpiente del norte en una poza.

## Biología
Es una especie de agua dulce que no tolera la salinidad por encima de 10 partes por mil (Courtenay and Williams 2004). Es una especie de respiración aérea obligada; para ello emplea un órgano suprabranquial y una aorta ventral bifurcada que permite respiración subacuática y aérea (Ishimatsu and Itazaw 1981, Graham 1997).  Este sistema de respiración tan poco corriente, le permite vivir fuera del agua durante varios días, lo que le da la posibilidad de moverse entre masas de agua y ser transportado con relativa facilidad por los humanos.
Hay dos subespecies reconocidas– Channa argus argus original de China y Corea y Channa argus warpachowskii originaria del Extremo Oriente ruso.